# Paula Tsui
Paula Tsui, de son vrai nom Tsui Siu-fung (徐小鳳), née le 1er janvier 1949, est une chanteuse hongkongaise dont la carrière s'étale sur plus de 40 ans. Affiliée à la chaîne TVB depuis le milieu des années 1990, elle s'est cependant produite plusieurs fois sur Asia Television (en) depuis 1995. Elle est célèbre pour les robes extravagantes et volumineuses qu'elle porte sur scène

## Biographie

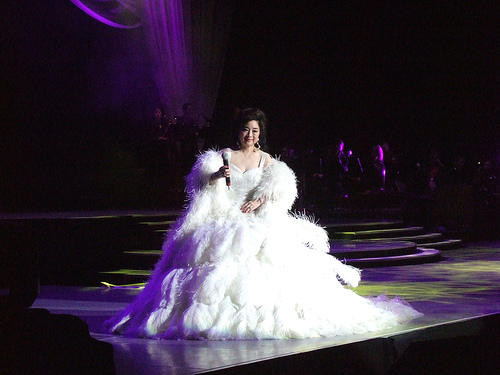
Paula Tsui en 2006.

Aînée de six enfants, avec trois frères et deux sœurs, Tsui est née au Hubei mais sa famille déménage à Hong Kong quand elle est encore bébé. Après le lycée, elle travaille dans le salon de beauté de son père comme manucure et coiffeuse.
En 1966, sa victoire à un concours de chant change sa vie alors qu'elle était réticente au début à y participer et avait été persuadée par des amis. Elle commence à chanter dans les bars et les discothèques entre deux artistes connus. Durant cette époque, elle interprète plus de 400 chansons. Une dirigeante de maisons de disques assiste alors à ces prestations et lui propose un contrat. Après l'avoir signé, Tsui n'est plus autorisée à se produire en boîtes de nuit.
Ces dernières années, Tsui apparaît peu à la télévision ou à d'autres événements publics. Certains supposent qu'elle a pris sa retraite, mais elle maintient cependant qu'elle ne voudra jamais se retirer. En 2016, elle tient un nouveau concert, dans lequel elle abandonne complètement ses robes et costumes extravagants.

## Vie privée
Dans les années 1990, on apprend qu'elle était secrètement mariée à l'animateur de radio et législateur Albert Cheng (en) de 1975 à 1979. Elle était alors déjà une chanteuse célèbre, tandis que Cheng était encore relativement inconnu à cette époque.
Elle vit actuellement au Canada.

## Concerts
Selon le Livre Guinness des records 2003, sa tournée Amway Paula Tsui in Concert 1992 détient le record du plus grand nombre de concerts sur une période continue (43 concerts en 37 jours) en Asie. Elle donne une autre série de concerts au même endroit, le Hong Kong Coliseum, en été 2005.